# KBS 특선다큐
KBS 특선다큐는 2013년 1월 14일부터 2017년 3월 16일까지 방송되었던 다큐멘터리 프로그램이다.

## 기획 의도
우수 다큐멘터리를 소개하는 다큐멘터리 프로그램이다.

## 방송 시간
| 방송 채널 | 방송 기간                          | 방송 시간                           |
| --------- | ---------------------------------- | ----------------------------------- |
| KBS 1TV   | 2013년 1월 14일 ~ 2013년 3월 25일  | 매주 월요일 밤 11:40 ~ 12:30 (50분) |
| KBS 1TV   | 2013년 5월 5일 ~ 2013년 10월 20일  | 매주 일요일 밤 12:20 ~ 1:10 (50분)  |
| KBS 1TV   | 2013년 11월 17일 ~ 2013년 12월 8일 | 매주 일요일 밤 12:10 ~ 1:00 (50분)  |
| KBS 1TV   | 2013년 12월 29일 ~ 2014년 6월 1일  | 매주 일요일 밤 12:20 ~ 1:10 (50분)  |
| KBS 1TV   | 2014년 6월 8일 ~ 2014년 6월 29일   | 매주 일요일 밤 12:25 ~ 1:15 (50분)  |
| KBS 1TV   | 2014년 7월 6일 ~ 2014년 9월 28일   | 매주 일요일 밤 11:30 ~ 12:20 (50분) |
| KBS 1TV   | 2014년 11월 9일 ~ 2014년 12월 21일 | 매주 일요일 밤 11:40 ~ 12:30 (50분) |
| KBS 1TV   | 2016년 1월 28일 ~ 2017년 3월 16일  | 매주 목요일 밤 11:40 ~ 12:30 (50분) |
| KBS 2TV   | 2015년 7월 1일 ~ 2015년 9월 22일   | 매주 수요일 밤 12:35 ~ 1:25 (50분)  |

## 방송 회차

### 2013년
| 회차 | 방송일    | 제목 (원제)                      | 비고                            |
| ---- | --------- | -------------------------------- | ------------------------------- |
| 1    | 1월 14일  | 툴라, 노래하는 우물              |                                 |
| 2    | 1월 21일  | 거대 협곡을 향한 무한 도전       |                                 |
| 3    | 1월 28일  | 윤계상의 경북 여행               | 1. 풍류 속으로 - 문경시, 안동시 |
| 4    | 2월 4일   | 윤계상의 경북 여행               | 2. 천년의 유혹 - 경주시, 청도군 |
| 5    | 2월 18일  | 길 위의 두 친구                  |                                 |
| 6    | 3월 25일  | 도곤족의 땅                      |                                 |
| 7    | 5월 5일   | 신비의 불꽃, 오로라              |                                 |
| 8    | 5월 12일  | 람세스2세 불멸의 수수께끼        |                                 |
| 9    | 5월 19일  | 세상 끝으로의 여행               | 1. 바다                         |
| 10   | 5월 26일  | 세상 끝으로의 여행               | 2. 하늘                         |
| 11   | 6월 16일  | 지구의 어머니, 식물              | 1. 탄생                         |
| 12   | 6월 23일  | 지구의 어머니, 식물              | 2. 진화                         |
| 13   | 6월 30일  | 지구의 어머니, 식물              | 3. 도전                         |
| 14   | 7월 28일  | 기적의 생태계                    | 1. 초원                         |
| 15   | 8월 4일   | 기적의 생태계                    | 2. 숲                           |
| 16   | 8월 11일  | 기적의 생태계                    | 3. 습지                         |
| 17   | 8월 18일  | 대산호초                         | 1. 자연의 기적                  |
| 18   | 8월 25일  | 대산호초                         | 2. 산호초에서 열대우림까지      |
| 19   | 9월 1일   | 대산호초                         | 3. 산호초, 그리고 그 너머..     |
| 20   | 9월 8일   | 또 다른 세상                     | 1. 카카오 나무의 그늘           |
| 21   | 9월 15일  | 또 다른 세상                     | 2. 쌀의 향기                    |
| 22   | 9월 22일  | 또 다른 세상                     | 3. 사탕수수 농부들의 희망노래   |
| 23   | 9월 29일  | 고대 로마의 미술의 말하다        | 1. 로마의 사실주의              |
| 24   | 10월 13일 | 고대 로마의 미술의 말하다        | 2. 어둠의 시대와 5형제          |
| 25   | 10월 20일 | 고대 로마의 미술의 말하다        | 3. 영원한 제국, 로마            |
| 26   | 11월 17일 | 마릴린 먼로 가방의 숨겨진 이야기 |                                 |
| 27   | 12월 1일  | 식물의 지능을 발견하다           |                                 |
| 28   | 12월 8일  | 덫에 걸린 외계인                 |                                 |
| 29   | 12월 29일 | 광학의 혁신, 임파서블 렌즈       |                                 |

### 2014년
| 회차 | 방송일    | 제목 (원제)                                 |
| ---- | --------- | ------------------------------------------- |
| 30   | 1월 5일   | 미래 경쟁력의 핵심, 빅 데이터               |
| 31   | 1월 12일  | 우주의 비밀을 찾아서 - 우주 밖으로          |
| 32   | 1월 19일  | 우주의 비밀을 찾아서 - 우주 밖으로          |
| 33   | 1월 26일  | 생명의 숲, 아이들을 부탁해                  |
| 34   | 2월 9일   | 메트로폴리탄 부산, 100년의 기억             |
| 35   | 2월 16일  | 메트로폴리탄 부산, 100년의 기억             |
| 36   | 3월 2일   | 그해 을미년 유림이 봉기하였다               |
| 37   | 3월 23일  | 잃어버린 제국의 타임캡슐 - 가야무사         |
| 38   | 3월 30일  | 그리움, 내 마음의 소리 - 재독 작곡가 박영희 |
| 39   | 4월 27일  | 소나무                                      |
| 40   | 5월 4일   | 詩                                          |
| 41   | 5월 11일  | 詩                                          |
| 42   | 5월 25일  | 하늘이 내리고 땅이 키운다 천마              |
| 43   | 6월 1일   | 대한민국 산업단지, 다시 희망을 찾다         |
| 44   | 6월 8일   | 읍곡습지, 공존의 실험                       |
| 45   | 7월 6일   | 세계 해양도시를 가다                        |
| 46   | 7월 13일  | 세계 해양도시를 가다                        |
| 47   | 7월 20일  | 공존의 땅, 섬                               |
| 48   | 8월 10일  | 천리포 수목원 사계                          |
| 49   | 9월 21일  | 중소기업 해외에서 길을 찾다                 |
| 50   | 9월 28일  | 섬의 선택 다리의 두 얼굴                    |
| 51   | 10월 12일 | 멸종위기에서 지속 가능한 희망으로           |
| 52   | 10월 19일 | 땡큐 코리안 티차                            |
| 53   | 11월 9일  | 한라산 보고서 중산간 벵듸가 무너진다        |
| 54   | 11월 16일 | 이카로스의 도전 500조원 시장을 잡아라       |
| 55   | 12월 7일  | 미래를 창업하라                             |
| 56   | 12월 14일 | 미래를 창업하라                             |
| 57   | 12월 21일 | 상생의 먹거리 유기농                        |

### 2015년
| 회차 | 방송일   | 제목 (원제)                                                |
| ---- | -------- | ---------------------------------------------------------- |
| 58   | 6월 15일 | 지방에 관한 진실                                           |
| 59   | 6월 22일 | 비잔티움 - 한 도시 세 이야기 3부 (이슬람의 수도)           |
| 60   | 6월 29일 | 광활한 대륙, 호주의 모든 것 1편                            |
| 61   | 7월 1일  | 에볼라 최전선의 의사들                                     |
| 62   | 7월 7일  | 광활한 대륙, 호주의 모든 것 2편                            |
| 63   | 7월 8일  | 1차 세계대전 - 첫 전투                                     |
| 64   | 7월 14일 | 광활한 대륙, 호주의 모든 것 3편                            |
| 65   | 7월 15일 | 1차 세계대전, 어느 병사들의 이야기 : 2부. 전쟁과 우정      |
| 66   | 7월 21일 | 여성의 뇌, 남성의 뇌                                       |
| 67   | 7월 22일 | 1차 세계대전, 어느 병사들의 이야기 : 3부. 전쟁 기계의 등장 |
| 68   | 7월 28일 | 세계의 명문, 이튼 스쿨                                     |
| 69   | 8월 11일 | 생명의 땅, 프랑스를 만나다                                 |
| 70   | 8월 18일 | 생명의 땅, 프랑스를 만나다 2부                             |
| 71   | 8월 25일 |                                                            |
| 72   | 9월 1일  | 2차대전 종전 70주년 기획다큐                               |
| 73   | 9월 7일  | 2차대전 종전 70주년 기획다큐                               |
| 74   | 9월 8일  | 2차대전 종전 70주년 기획다큐                               |
| 75   | 9월 9일  | 2차대전 종전 70주년 기획다큐                               |
| 76   | 9월 10일 | 2차대전 종전 70주년 기획다큐                               |
| 77   | 9월 11일 | 2차대전 종전 70주년 기획다큐                               |
| 78   | 9월 15일 | 가상시나리오 - 초대형 쓰나미에서 살아남기                  |
| 79   | 9월 22일 | 가상시나리오 - 초대형 쓰나미에서 살아남기                  |

### 2016년
| 회차 | 방송일   | 제목 (원제)                      |
| ---- | -------- | -------------------------------- |
| 80   | 1월 30일 | 데이비드 베컴의 사랑의 축구 경기 |
| 81   | 2월 6일  | 데이비드 베컴의 사랑의 축구 경기 |
| 82   | 2월 13일 | 공룡, 복원의 시작                |